# Рандори
Стварно значење речи рандори зависи од борилачких вештина у којој се користи. У Џудоу, Џијуџицу и Шодокан Аикидоу, између осталог, најчешће се односи на спаринг један-на-један, где партнери покушавају да се одупру и супротставе међусобним техникама. У другим стиловима Аикидоа, нарочито Аикикаи, односи се на облик вежбе у којој се Аикидока брани од више нападача у кратком временском размаку, не знајући на који ће начин напасти нападач, и по ком редоследу.

## У Јапану
Израз се користи у Аикидоу, Џудоу, и Бразилском Џијуџицу, у клубовима ван Јапана. У Јапану, овај облик праксе се назива Танинзу-Гаке (多人数掛け?), што дословно значи више нападача.

## У Аикикаи Аикидоу
Рандори је најједноставнији и вероватно најчешће погрешно разумеван део Аикидоа данас. "Рандори" једноставно преводу значило, "пуна брзина, све пролази!" Не постоје ограничења у погледу брзине и врсте напада (све пролази). То је кулминација свега за што се тренира и заиста показује колико је добро развијено уједињење ума, тела и духа. Не постоји ниједан друга вежба у Аикидоу која може то да уради.
О Сенсеи је знао да у крајњој линији само Аикидока, који је ујединио његов/њен ум, тело и дух кроз ригорозан Аикидо тренинг, биће у могућности да победи више нападача ако логично размишља и дипломатија се испостави неуспешном.
У рандори "су напади Укеа морају бити прави" Уке и инструктори, не треба да помажу тако што споро нападају, јер тиме постају безвриедни. Потребан је миран дух, опуштен ум у контроли, а разумно здраво тело да добро раде у рандори, као и животу уопште..
"Џиу Ваза": Ово је облик слободног стила који у коме се користе унапред одређени скупови напада и/или одбране које могу да се ураде у различитим брзинама, али и даље изискује више нападача.

## У Теншин Аикидоу
У Стивен Сегаловој Теншин Аикидо Федерацији (повезан са Аикикаи) разликује се од Аикикаи рандорија - нападачи могу напасти браниоца по жељи (нпр ударац руком, ногом, хват, итд.), такође рандори наставља на подлози до краја.

## У Џудоу
Израз је описао Јигоро Кано, оснивач Џудоа, у говору на 1932 године, на Олимпијским играма у Лос Анђелесу:. "Рандори, што значи "слободно вежбање", примењује се у условима стварног такмичења То укључује бацање, гушење, држање противника на подлози, и савијање или увртање руке или ноге. Два борца могу користити било које начине на који желе, да под условом да се не повреде међусобно, и поштују правила Џудоа у вези са етикете, које су битне за правилно надметање."

## У Кенду
У Кенду, јигеико значи "пријатељска" слободна борба у конкуренцији, али се не рачунају бодови.

## У Каратеу
Иако у Каратеу реч кумите је обично резервисана за спаринг, неке школе такође користе термин рандори, у вези са "лажном-борбом", у којој се каратисти крећу веома брзо, парирају један другоме и покушавају чин екстремног насиља са сва четири екстремитета (укључујући колена, лактове, итд) али само при најмањем контакту. Потпуна контрола тела је неопходна и због тога само виши појасеви обично може да вежбају. У овим школама, разлика између рандорија и кумите је да у рандорију, акција је без прекида када се техника успешно примењује. (Познат и као ђу кумите или меки спаринг)

## У Нинђуцу
Рандори је такође практикује у Буџинкан Нинђуцу и обично се представља у вежбачу када достигне "Шодан" ниво. У Нинђутсу, рандори ставља вежбача у позицију у којој је он наоружан/ненаоружани и нападнут од стране више нападача.